# Steve Bekaert
Pour les articles homonymes, voir Bekaert.
Steve Bekaert est un coureur cycliste professionnel belge né le 26 décembre 1990 à Courtrai. Il est passé professionnel en 2013.

## Biographie
Steve Bekaert naît le 26 décembre 1990 à Courtrai.
Membre de l'équipe Azysa-Telco´m-Conor en 2010, il court pour l'équipe Omega Pharma-Lotto Davo de 2011 au 1er août 2012 (cette dernière devient Lotto-Belisol U23 en 2012). En fin de saison, il effectue un stage chez Acqua & Sapone.
En 2013, il entre dans l'équipe Burgos BH-Castilla y León, avant d'être recruté à partir de 2014 dans l'équipe Veranclassic-Doltcini.

## Palmarès et classements mondiaux

### Palmarès
- 2008[1]
  - 3e de Liège-La Gleize
- 2012
  - Tour de Navarre :
    - Classement général
    - 3e étape

  - 3e étape du Tour de Palencia

### Classements mondiaux
| Année           | 2010 | 2011  | 2012  |
| --------------- | ---- | ----- | ----- |
| UCI Europe Tour | 830e | 1222e | 1019e |